# Virtus Verona
Virtus Verona (trước đây gọi là Unione Sportiva Virtus Borgo Venezia), đôi khi được gọi là Virtus Vecomp Verona vì lý do tài trợ, là một câu lạc bộ bóng đá Ý có trụ sở tại Borgo Venezia, một quận của Verona, Veneto.

## Lịch sử
Câu lạc bộ được thành lập vào năm 1921 với tên Unione Sportiva Virtus Borgo Venezia.
Virtus Verona, câu lạc bộ bóng đá thứ ba ở Verona sau Chievo và Hellas Verona, là một trường hợp độc nhất vô nhị ở Ý của một câu lạc bộ có chủ tịch, Luigi Fresco, cũng là huấn luyện viên trưởng của đội một trong hơn 35 năm, kể từ năm 1982, có một chủ tịch lịch sử khác Sinibaldo Nocini, người theo đội bóng d 9u7o75c 20 năm. Câu lạc bộ cũng đáng chú ý vì là đội bóng đá chuyên nghiệp Ý duy nhất có mặt trong một đội dự bị trong các bộ phận nghiệp dư khu vực.
Câu lạc bộ đã được thăng hạng chuyên nghiệp lần đầu tiên vào cuối mùa giải 2012-13, sau khi chiến thắng giải đấu play-off quốc gia, nơi họ đủ điều kiện khi giành vị trí thứ tư trong Girone C của Serie D. Vào cuối mùa giải 2017-18, câu lạc bộ trở lại chuyên nghiệp, tại Serie C, giải hạng ba của bóng đá Ý.

## Đội hình hiện tại
Tính đến ngày 29 tháng 8 năm 2024
Ghi chú: Quốc kỳ chỉ đội tuyển quốc gia được xác định rõ trong điều lệ tư cách FIFA. Các cầu thủ có thể giữ hơn một quốc tịch ngoài FIFA.
| Số | VT | Quốc gia  | Cầu thủ                                  |
| -- | -- | --------- | ---------------------------------------- |
| 1  | TM | Ý         | Enrico Alfonso (on loan from SPAL)       |
| 2  | HV | Ý         | Etienne Catena (on loan from Cagliari)   |
| 3  | HV | Ý         | Mattia Rigo (on loan from Hellas Verona) |
| 4  | HV | Ý         | Riccardo Lodovici                        |
| 5  | TV | Ý         | Dino Mehić                               |
| 6  | HV | Ý         | Manuel Daffara                           |
| 7  | TV | Ý         | Marco Amadio                             |
| 8  | TV | Ý         | Antonio Metlika                          |
| 9  | TĐ | Ý         | Gianluca Contini                         |
| 10 | TV | Ý         | Leonardo Zarpellon                       |
| 11 | HV | Ý         | Gianni Manfrin                           |
| 12 | TM | Ý         | Gabriele Fortin                          |
| 14 | TĐ | Ý         | Michael De Marchi                        |
| 16 | TV | Ý         | Matteo Bassi                             |
| 17 | TĐ | Nigeria   | Smith Oghosa Oni                         |
| 18 | TĐ | Ý         | Paul Ojeh                                |
| 21 | TĐ | Argentina | Juanito                                  |

| Số | VT | Quốc gia | Cầu thủ                                       |
| -- | -- | -------- | --------------------------------------------- |
| 22 | TM | Gambia   | Sheikh Sibi                                   |
| 23 | TV | Ý        | Francesco Toffanin                            |
| 25 | TV | Ý        | Nicolò Filippi                                |
| 30 | TV | Ý        | Christian Gatti                               |
| 32 | TV | Ý        | Fabio Rispoli (on loan from Como)             |
| 33 | TM | Ý        | Alberto Zecchin                               |
| 34 | HV | Ý        | Diego Ronco (on loan from Como)               |
| 37 | HV | Ý        | Nicolò Calabrese (on loan from Hellas Verona) |
| 44 | TĐ | Ý        | Mattia Pagliuca                               |
| 47 | TĐ | Ý        | Edoardo Cuel                                  |
| 74 | TĐ | Ý        | Samuele Lerco                                 |
| 75 | HV | Ý        | Tommaso Cielo                                 |
| 85 | HV | Ý        | Nicolas Fiori                                 |
| 90 | TV | Nigeria  | Christian Odogwu                              |
| 95 | HV | Ý        | Luca Munaretti (on loan from Cremonese)       |
| 97 | TV | Ý        | Emanuele Souza Dos Santos                     |
| 99 | TĐ | Ý        | Federico Caia (on loan from Hellas Verona)    |

## Cổ động viên
Những người ủng hộ Virtus Vecomp Verona được biết đến với những người ủng hộ chống phát xít và phe cánh tả. Nhóm cổ động viên Virtus ra đời năm 2006, đã tách ra năm 2015. Từ nhóm cũ của người hâm mộ Virtus đã sinh ra 2 nhóm mới: Virtus Verona Rude Firm 1921 và Lost Boys. Virtus Verona Rude Firm 1921 có một tình bạn với các nhóm ủng hộ antifa trên toàn thế giới: Livorno Calcio, Cosenza Calcio, Wrexham, Olympique Marseille, FC St. Pauli, RSV Goettingen 05.